# Les Essarts, Loir-et-Cher

Les Essarts este o comună în departamentul Loir-et-Cher, Franța. În 1 ianuarie 2022 avea o populație de 98 de locuitori.